# Palacio Real de Bruselas
El Palacio Real de Bruselas (en francés: Palais royal de Bruxelles; en neerlandés: Koninklijk Paleis van Brussel) es la sede oficial del rey de los belgas, en el centro de la capital nacional, Bruselas. El palacio no es usado como residencia real, ya que el rey y su familia viven en el Castillo Real de Laeken, en las afueras de Bruselas. El rey cumple sus funciones de jefe de Estado en este palacio real.
El palacio se encuentra al sur del Parque Real, en la parte alta de la ciudad de Bruselas. Por otro lado, enfrentado al Palacio se encuentra el Parlamento Federal de Bélgica. Estos dos edificios representan la forma de gobierno en Bélgica: la monarquía constitucional.

## Historia

### Los orígenes en época austriaca (1776-1789)
El antiguo palacio de Coudenberg, sede del poder político en la ciudad de Bruselas, se erigió al oeste del presente Palacio Real hasta 1731, año en que fue devastado por un incendio. Sus ruinas permanecerían en pie varias décadas, hasta que Carlos Alejandro de Lorena se convirtió en gobernador de los Países Bajos Austriacos en 1744.

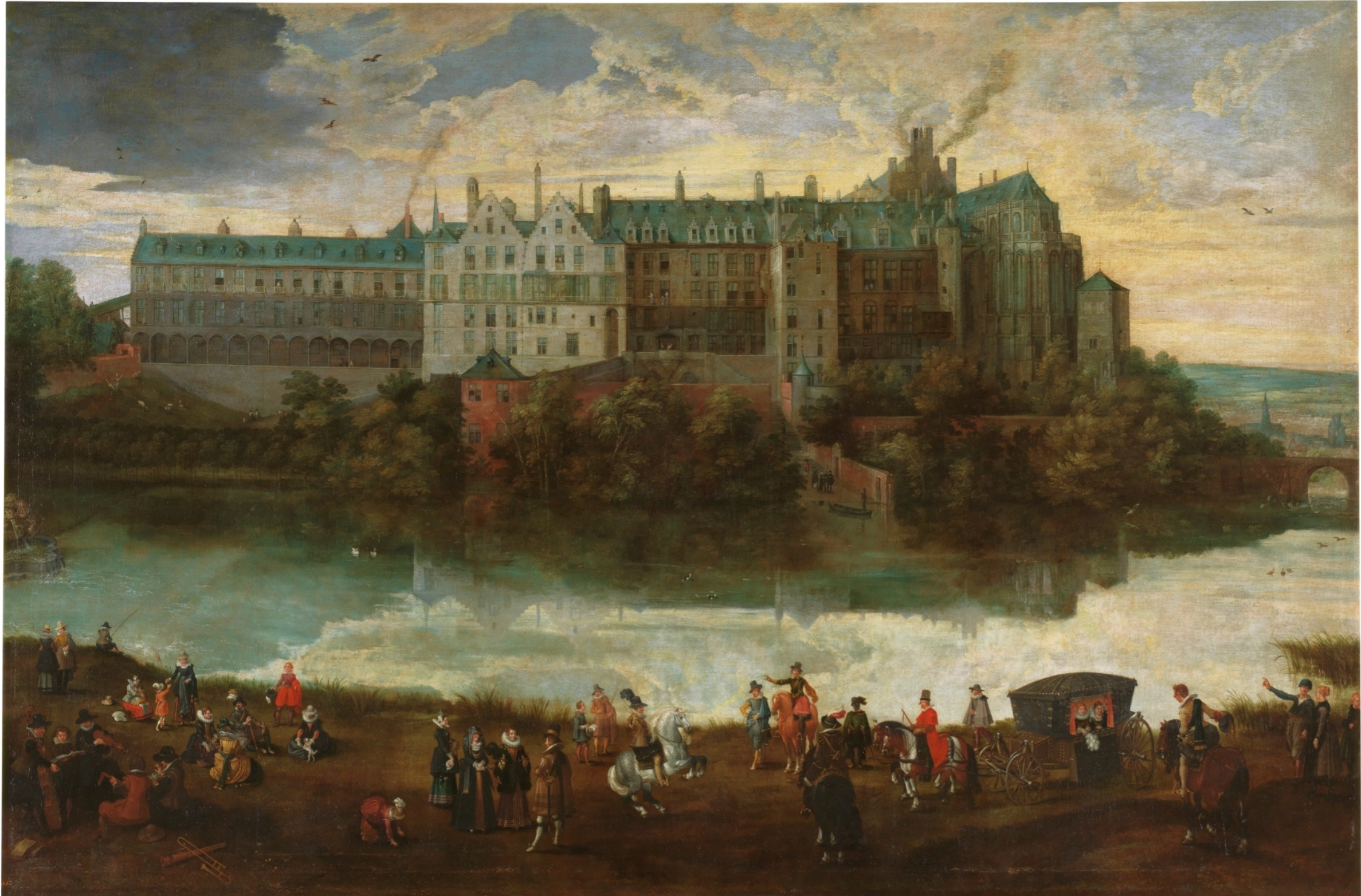
El palacio de Coudenberg, sede de los duques de Brabante desde la Edad Media.

El nuevo gobernador quiso erigir una gran plaza moderna y regular, como las de Nancy o Reims, no obstante el proyecto de la actual Place Royale no sería comenzado hasta 1774 por el arquitecto Gilles Barnabé Guymard de Larabe. Sin embargo, pronto surgió la idea de completar la plaza con un gran paseo público ajardinado al modo del jardín de las Tullerías o del paseo del Prado que, además, aprovechara los antiguos jardines abandonados del Coudenberg.
En 1776 se comenzó a trazar este parque público, actual Parque de Bruselas, y Guimard previó edificar en su perímetro varios hôtel particulier, con fachadas regulares y simétricas. En el extremo sur del parque, en la Rue de Belle-Vue, así llamada por las vistas que ofrecía de la parte baja de Bruselas, se construyeron a partir de 1784 cuatro hôtels obra de Louis Montoyer. Los dos del centro, flanqueando la desaparecida Rue Heraldique, eran el Hôtel Belgiojoso y el Hôtel de Bender. El primero, al este, albergó al conde Ludovico Barbiano di Belgiojoso, ministro plenipotenciario de la corte de Viena; el segundo, al oeste, al varón de Bender, comandante militar austríaco.
Apenas terminados los edificios, sin embargo, estalló la Revolución brabanzona en 1789, y los austríacos tuvieron que evacuar Bruselas, que fue ocupada por los franceses a partir de 1794. Napoléon prefirió el castillo de Laeken, pero el Hôtel Belgiojoso siguió albergando el poder político en la ciudad: el prefecto del nuevo departamento del Dyle. En 1814, durante la caída del Primer Imperio Francés, el edificio fue ocupado por las autoridades aliadas y, desde el 12 de agosto por el príncipe Guillermo de Orange-Nassau, desde el 16 de marzo de 1815, rey Guillermo I de los Países Bajos.

### El nuevo palacio de Guillermo I de los Países Bajos (1815-1830)
El nuevo Reino Unido de los Países Bajos estableció una capital alternante entre La Haya y Bruselas, donde cada dos años se acogería a la corte, al gobierno y a los Estados Generales (parlamento). Por ello, era necesario crear una nueva residencia real en la ciudad, aunque el rey era contrario a cualquier tipo de dispendio. Así pues, la solución de compromiso fue convertir el Hôtel Belgiojoso y el Hôtel de Bender en el nuevo palacio del monarca. En primer lugar, y hasta 1822, se fueron adquiriendo la propiedades colindantes.
En segundo lugar, el arquitecto Ghislain-Joseph Henry concibió una sobria columnata que uniría ambos palacetes y permitiría a la Rue Heraldique seguir discurriendo por debajo, entre ambos. Iniciado en 1819, el proyecto fue terminado en 1824 por el arquitecto Charles Vander Straeten.

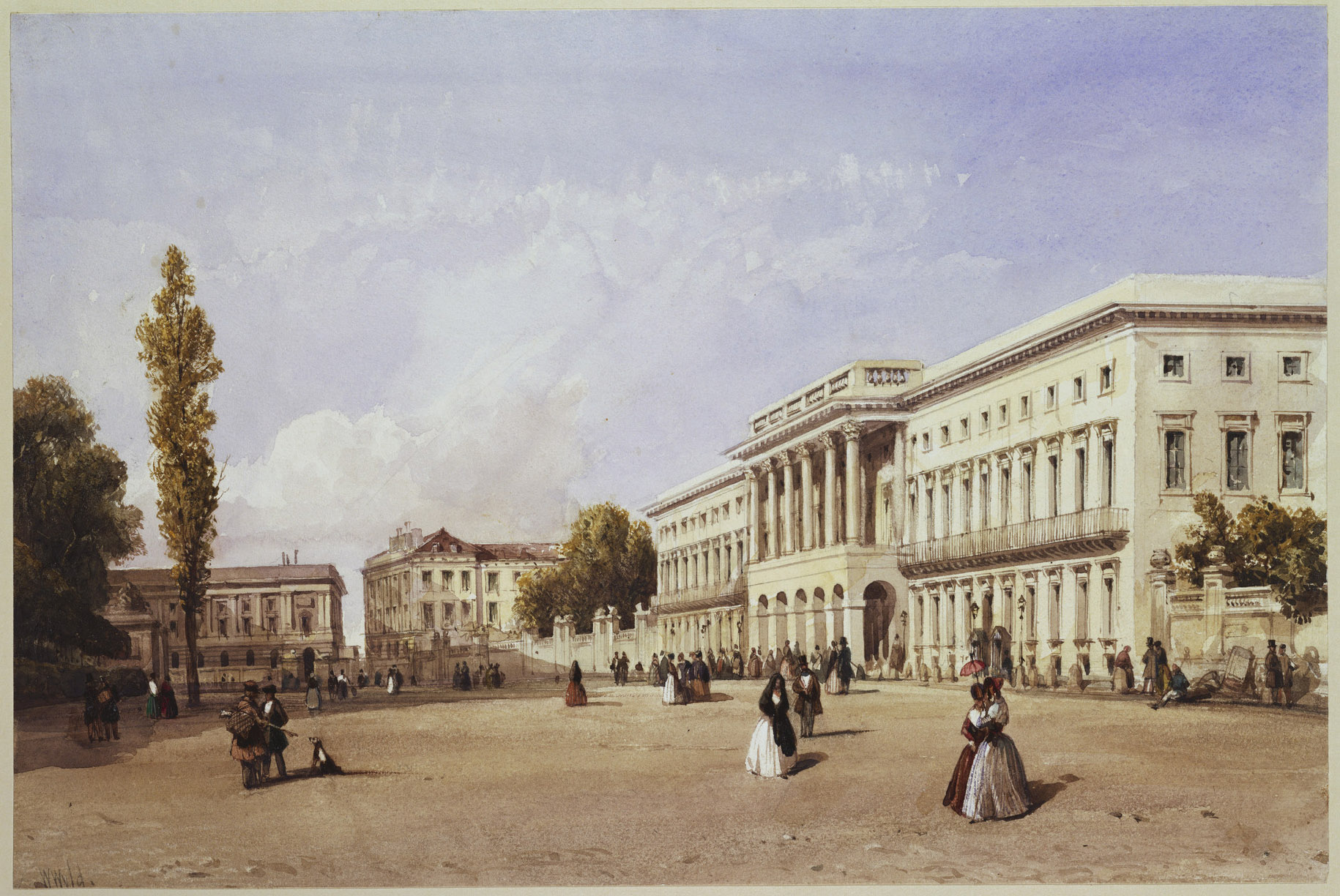
La nueva fachada de Suys para el Palacio Real.

No obstante, incluso el propio Guillermo I quedó decepcionado por esta solución de compromiso, no en vano, el Hôtel de Bender estaba a un nivel más bajo que el Hôtel Belgiojoso. Así pues, el arquitecto Tilman-François Suys fue encargado, en 1825, de mejorar el aspecto exterior de la residencia del rey. Suys, demolió las arcadas centrales y el Hôtel de Bender, acto seguido lo reedificó todo al mismo nivel. Asimismo, se clausuró la Rue Heraldique, que se convirtió en el nuevo patio central del Palacio Real. La nueva, y sobria, fachada de Suys se terminó a inicios de 1829 y permanecería inalterada hasta 1904.

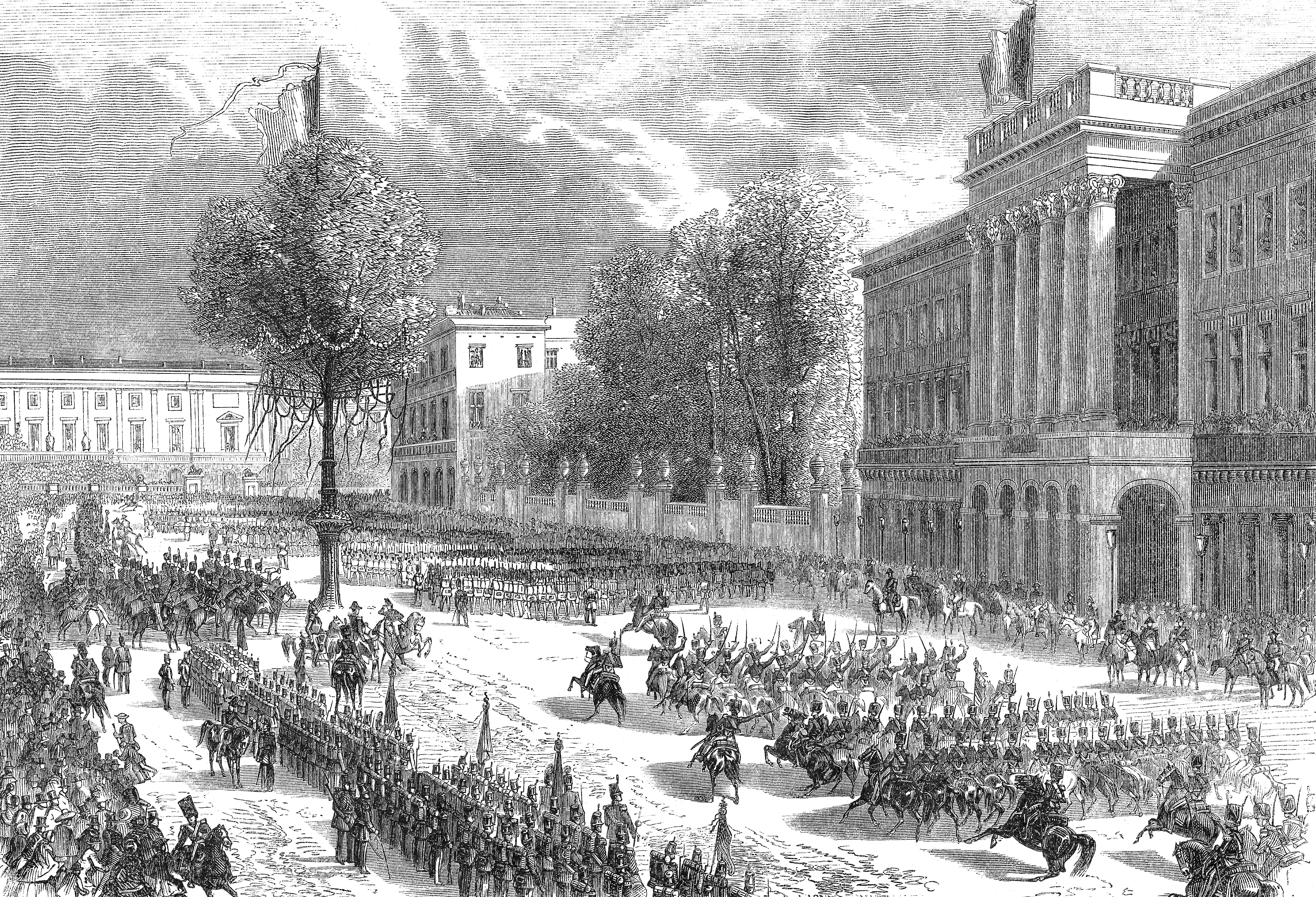
El 25 aniversario de la proclamación de Leopoldo I como rey de los belgas, en 1856.

### El Palacio Real bajo Leopoldo I (1831-1865)
La proclamación de la independencia de Bélgica en 1830 y la llegada de su nuevo monarca, Leopoldo I, rey de los belgas, apenas alteró el aspecto exterior o interior del palacio. El nuevo rey siguió utilizado el mobiliario de época holandesa y durante gran parte de su reinado no hubo intervenciones notables en el edificio.
No obstante, su hijo el duque de Brabante, futuro Leopoldo II, empezó a mostrar ya de joven un notable interés por grandes proyectos arquitectónicos y por el Palacio Real de Bruselas. En 1853, a raíz de su boda con María Enriqueta de Austria, su padre Leopoldo I le cedió el vecino Palacio de las Academias, pero él prefirió continuar viviendo en el Palacio Real. En 1857 se instaló en el ala oeste, el antiguo Hôtel de Bender y, el año siguiente, empezó a idear grandes proyectos para ampliar sus aposentos con una monumental ala al sur. El proyecto fue confiado al arquitecto Alphonse Balat, que ejecutaría la mayoría de los grandes proyectos leopoldinos hasta su muerte en 1909.
La primera creación de Balat fue una serre (invernadero o jardín de invierno) anexo a los aposentos del duque en 1858, proyecto que anunciaba ya las futuras serres royales de Laeken.
La necesidad de créditos parlamentarios para los trabajos hizo que el duque de Brabante insistiera con frecuencia ante el ministro de Hacienda Walthère Frère-Orban y ante el ministro del Interior Charles Rogier. Los créditos se otorgaron en setiembre de 1859 y en agosto de 1860 se creó una comisión de estudios para las obras, que no empezarían hasta 1862.
Durante el verano de 1862 se derribaron los restos del Hôtel de Bender y en mayo de 1863 se aprobó la nueva distribución interior: amplísimos aposentos dispuestos en enfilada para Leopoldo (cara a la iglesia de Santiago) y María Enriqueta (cara al jardín) detrás de monumentales fachadas estilo Luis XVI. Las obras se terminarían en 1866, mientras que la decoración lo haría hacia 1868.
La campaña de obras fue aprovechada por Leopoldo para emprender grandes viajes, en abril de 1864 estaba en Florencia y a finales del mismo año partió rumbo a Japón a través de Egipto, India, Singapur y las Indias Orientales Neerlandesas. En otoño, Leopoldo tuvo que volver a Bélgica apresuradamente ante el estado de salud de su padre Leopoldo I, que falleció el 10 de diciembre de 1865.

### Las grandes obras de Leopoldo II (1865-1909)
El nuevo rey Leopoldo II nunca llegó a instalarse en las habitaciones que se estaban construyendo, si no que finalmente se instaló en los aposentos de su padre, en el lado este. Para su renovación, recibió un crédito extraordinario del parlamento belga el mismo diciembre de 1865.

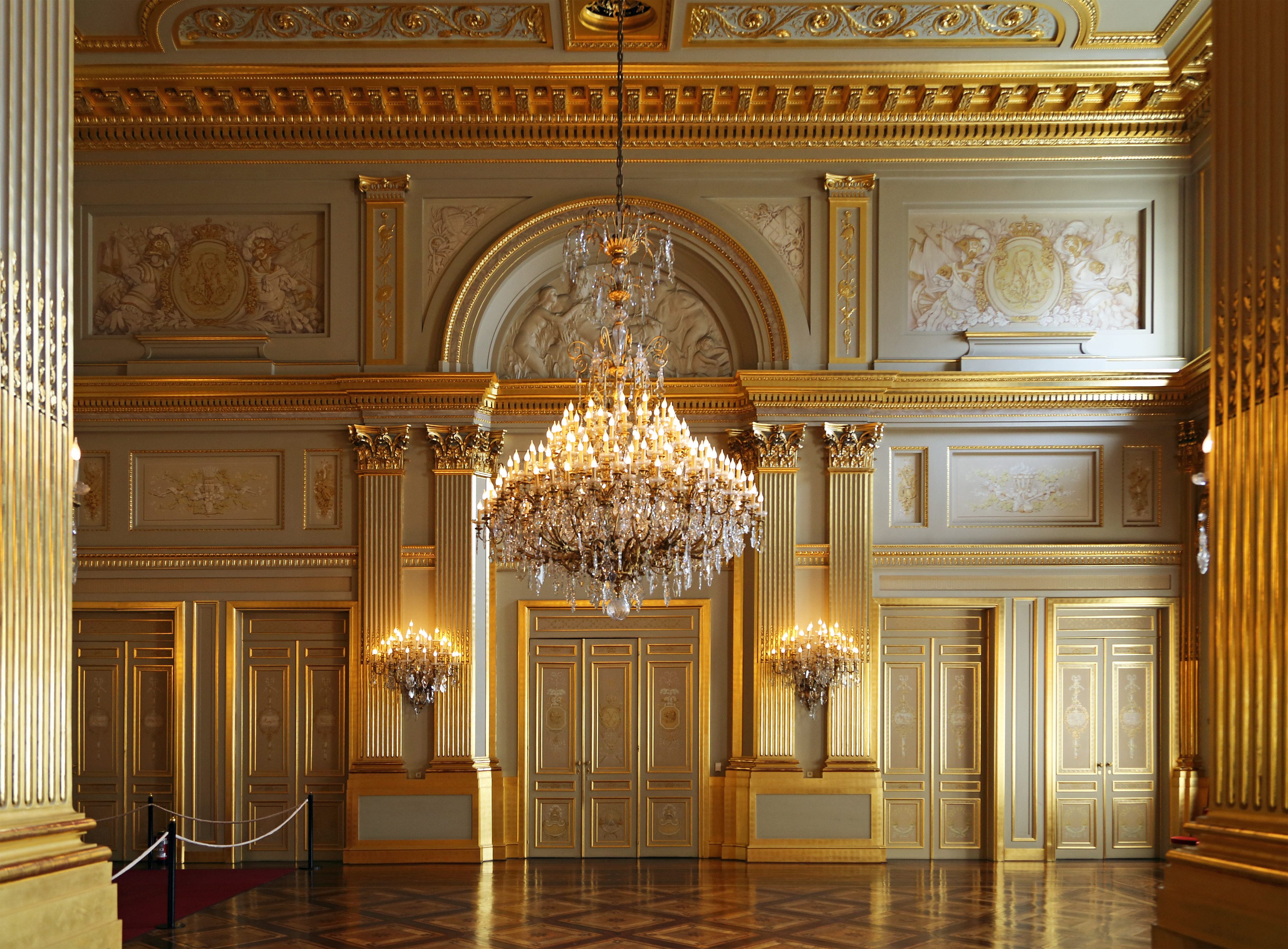
Lateral del nuevo Salón de Baile, actual Salón del Trono.

En paralelo, continuaron las grandes campañas en el ala oeste y en el ala central con los grandes salones de recepción, así como la edificación de una nueva escalera de honor y de un gran salón de baile (actual Salón del Trono) en el centro de la fachada sur. Si en origen Balat había previsto la finalización en 1868, en realidad las obras se alargaron hasta 1872 para la estructura y hasta los años 80 para la decoración. En el contexto de la Guerra franco-prusiana, muchos trabajos de decoración quedaron inconclusos, como los dorados de la Sala del Trono. La gran escalera de honor, por su parte, se concluiría en 1877.

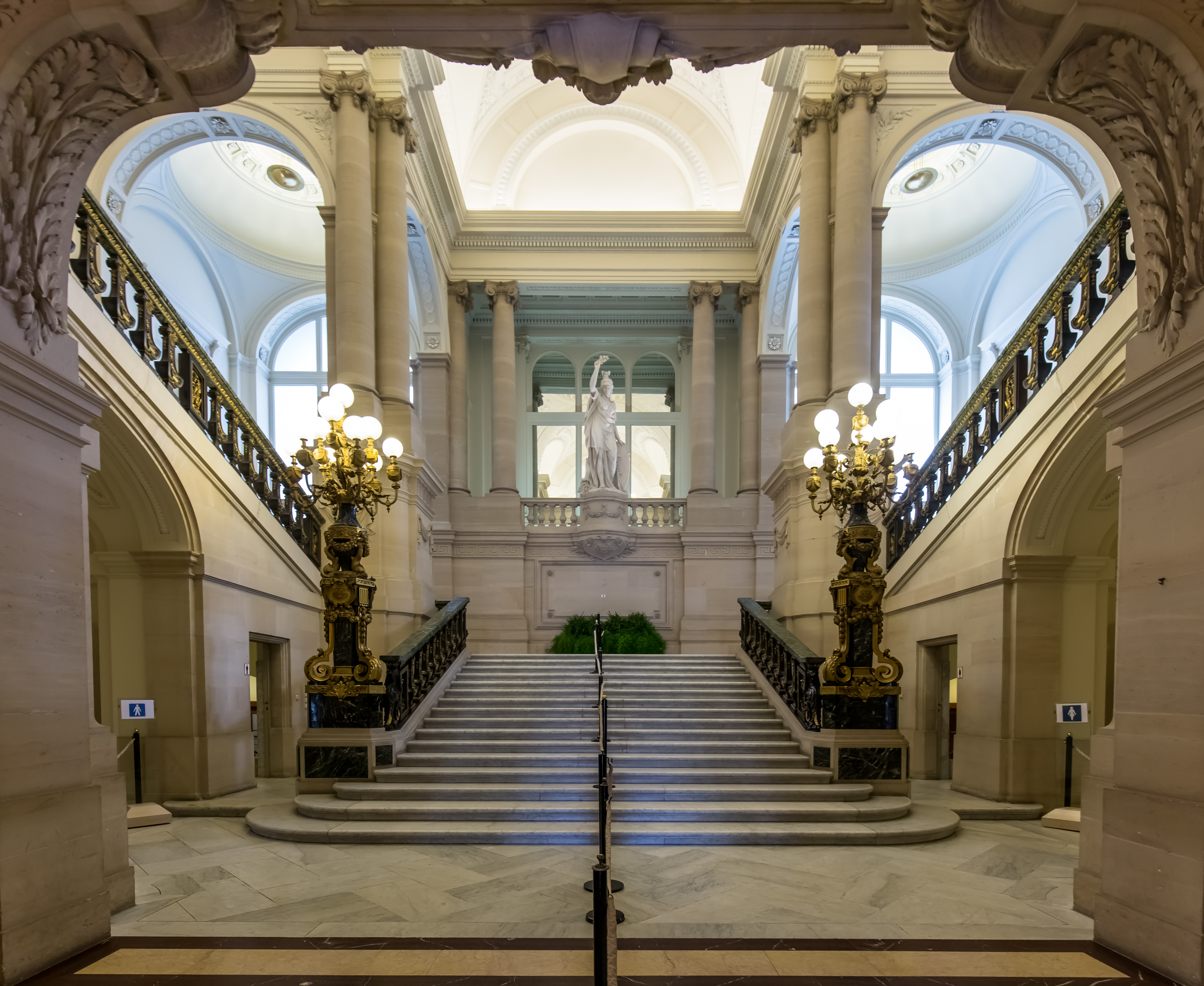
La escalera de honor.

Durante casi dos décadas, los trabajos en el Palacio Real fueron esencialmente de mantenimiento, aunque el incendio del castillo de Laeken en enero de 1890 obligó a revisar los protocolos antiincendio, así como la sustitución de la luz de gas por luz eléctrica.
A partir de 1897, tuvo lugar la segunda campaña constructiva del palacio bajo la égida de Leopoldo II, se trató esencialmente de labores decoración, es decir finalizar aquello emprendido en las décadas de 1860 y 1870 pero no finalizado. El pintor y decorador Charles-León Cardon fue el encargado de restaurar y limpiar algunas estancias, así como de realizar los dorados del Salón de Baile y las pinturas decorativas de la Gran Galería, inspirándose en la obra de Charles Lebrun en la Galerie d'Apollon en el Palacio del Louvre.

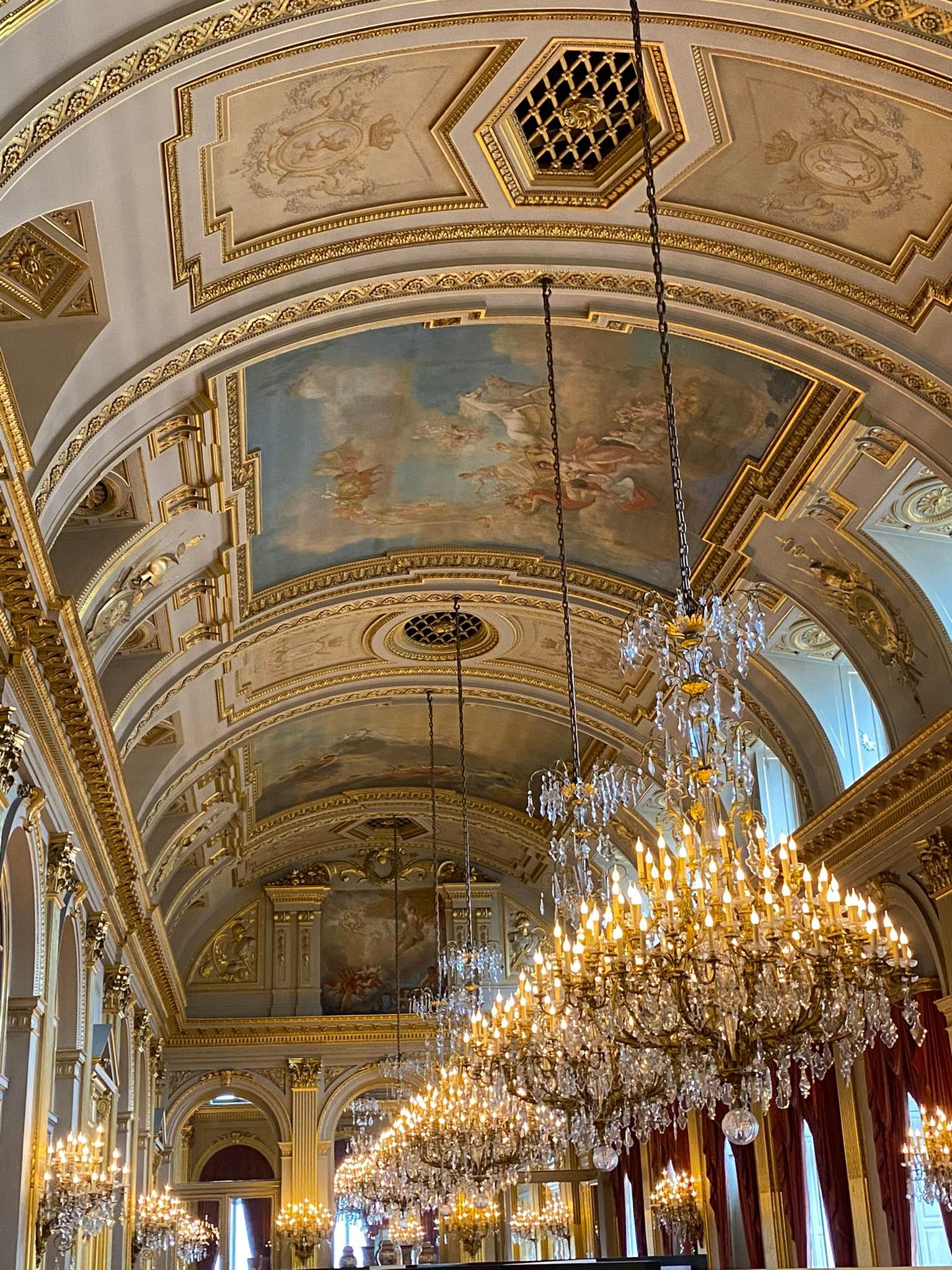
El techo de la Grande Galerie.

A principios de siglo, con los suntuosos salones recién terminados, lo único que quedaba por embellecer del Palacio Real era la sobria fachada realizada por Suys en 1829. Ya en 1861, Balat había propuesto una nueva fachada, una larga columnata entre dos pabellones laterales, pero en la primavera de 1864, ante la falta de créditos la idea tuvo que ser abandonada.
Por desgracia, después de décadas retrabajando su proyecto, Balat murió en 1895 y, en 1903, cuando el parlamento belga votó finalmente los créditos, Leopoldo II se decantó por el arquitecto belga Henri Maquet. Las obras empezaron en 1904, demoliéndose la fachada entera y los salones que había detrás. Los 9,5 millones de francos presupuestados acabaron convirtiéndose en 13 millones. La nueva fachada presentaba un sabor claramente francés, con dos pabellones laterales con columnatas y mansardas y uno de central coronado por una cúpula cuadrada claramente inspirada en los pabellones de las Tullerías y del Louvre.
Las obras no solo implicaron la fachada en sí, si no también los edificios colindantes y los jardines frontales. Los dos hôtel particulier de los extremos fueron conectados al palacio por dos columnatas curvas. Al este, el Hôtel de Walckiers fue adquirido por el Estado en 1852 y convertido en las oficinas de la Lista Civil. El proyecto preveía su completa demolición y reconstrucción dado su pésimo estado. El oeste, tocando la Place Royale, se erigía el Hôtel de Belle-Vue, un prestigioso establecimiento hotelero que fue adquirido de forma privada por Leopoldo II en 1902 para servir de residencia a su hija la princesa Clementina.
En paralelo, debía restructurarse la plaza delante del palacio, creando unos pequeños jardines delante, y una reja que conectara el Hôtel de Walckiers y el Hôtel de Belle-Vue, todo ello afectaba al perímetro del Parque de Bruselas, que pasaría a ser un rectángulo perfecto. Después de muchos debates, el ayuntamiento aceptó la propuesta en mayo de 1909.

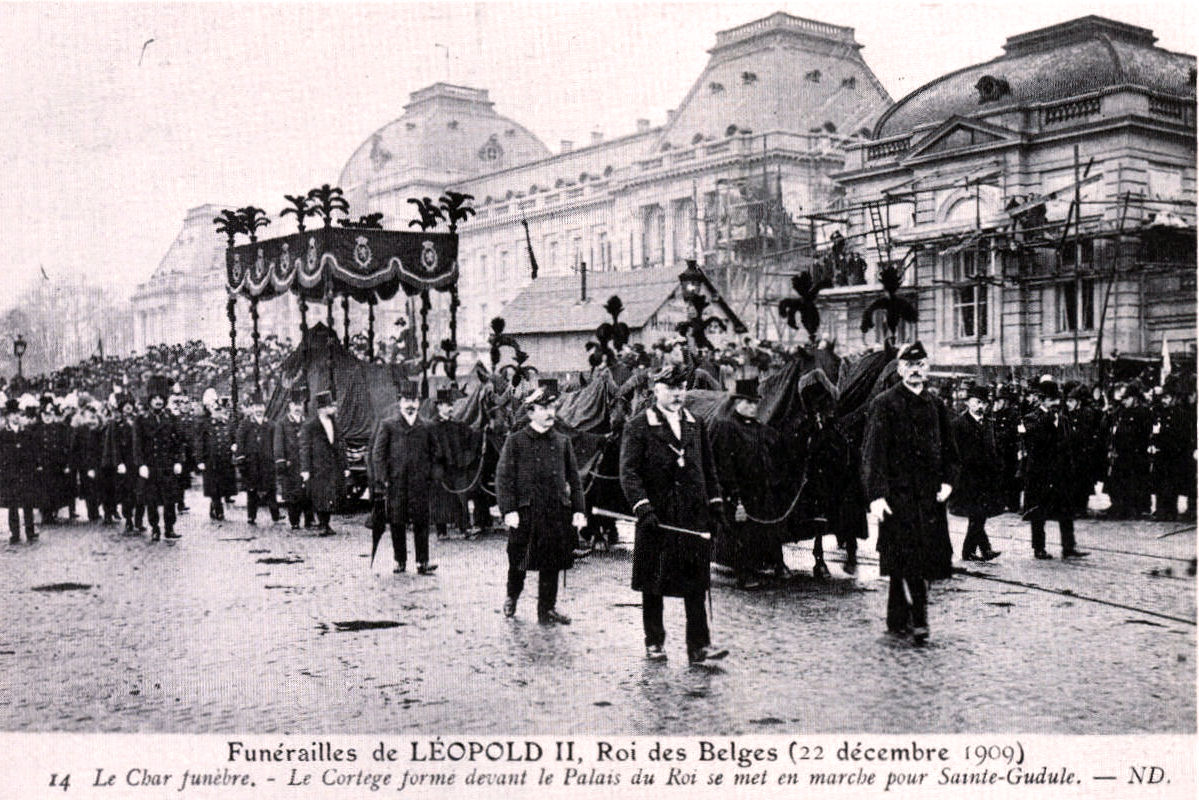
Cortejo fúnebre de Leopoldo II pasando delante de la fachada sin terminar.

Ni Maquet ni Leopoldo II verían el proyecto terminado, el primerio murió en noviembre de 1909, y el segundo apenas tres semanas después.

### Las restauraciones delsigloXX
En un principio, la llegada al trono de Alberto I, supuso el fin de los grandes proyectos leopoldinos, solo se finalizó aquello que se había empezado. En 1910 se decidió sustituir las proyectadas rejas frontales del palacio por balaustradas con jarrones, que fueron colocadas en 1911, y el suntuoso Salón de Espejos nunca recibió las pinturas alegóricas en referencia al Congo belga, si no que se colocaron espejos y el techo se pintó de blanco. Las obras corrieron a cargo del arquitecto Octave Flanneau.
No obstante, detrás de la nueva fachada, el ala este del palacio, el antiguo Hôtel Belgiojoso, mostraba serias muestras de vetustez y las techumbres de madera seguían siendo las de finales del siglo XVIII. Había pues, que colocar nuevas vigas de hierro y hormigón, nuevas techumbres metálicas y reforzar los muros. Las obras empezaron en 1913, pero fueron interrumpidas por la Primera Guerra Mundial.
El 4 de agosto de 1914, Alemania inició la invasión de Bélgica. El mismo día, la reina Isabel decidió instalar un hospital de guerra en el Palacio Real, los primeros heridos llegaron el 16 de agosto. El hospital continuaría funcionado incluso durante la ocupación alemana de la ciudad y, el 10 de febrero de 1919, fue clausurado definitivamente.
El arquitecto Flanneau pudo continuar las obras de restauración y consolidación del edificio entre 1920-1927 y 1930-1935. Tras la inesperada muerte del rey Alberto I en febrero de 1934, el rey Leopoldo III encargó un nuevo despacho a Henri van de Velde en la planta baja del ala este, es el despacho que sigue utilizando el monarca actual. Justo encima, la reina Astrid dirigió una completa redecoración de los aposentos reales, que no se llegaron a habitar dada su trágica muerte en agosto de 1935 en un accidente de coche. Desde entonces la familia real preferiría habitar en Laeken, utilizando el Palacio Real solo para funciones institucionales.
Desde 1965, el Palacio Real de Bruselas está abierto al público habitualmente desde el 21 de julio (la fiesta nacional) hasta principios de septiembre. El horario de visita es de martes a domingo de 10:30 a 17:00 horas.

## Galería de imágenes

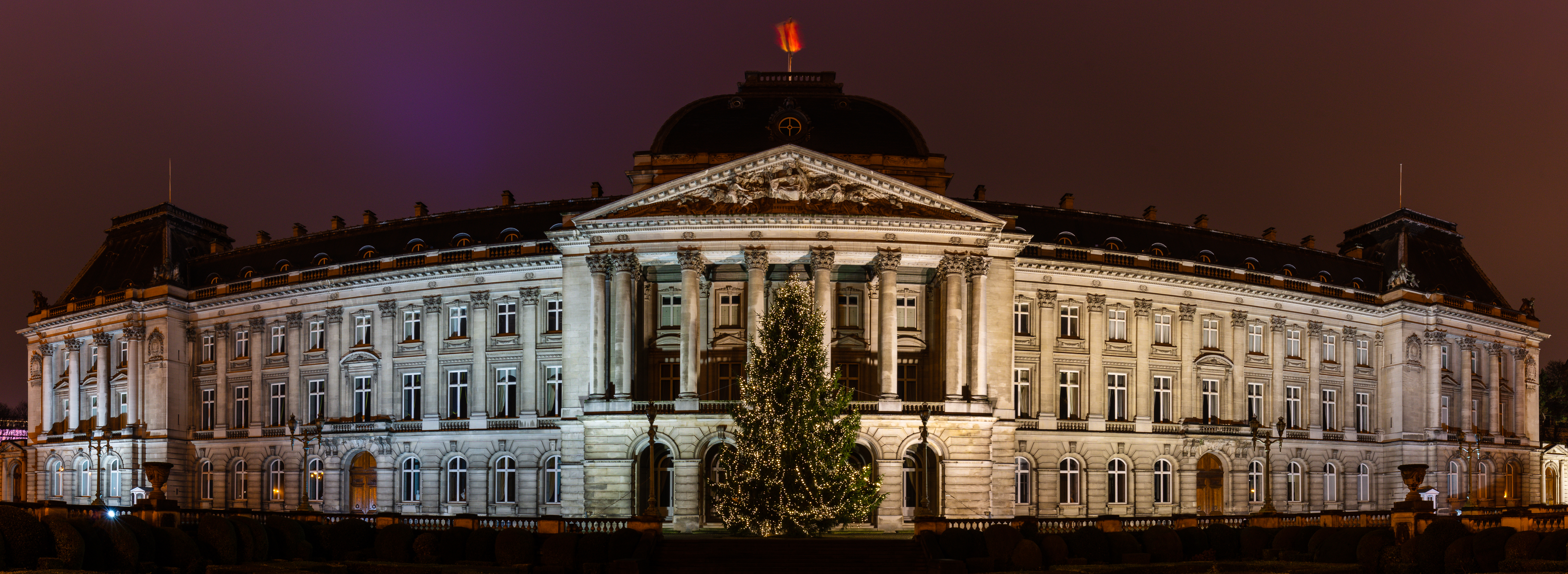
Vista nocturna.
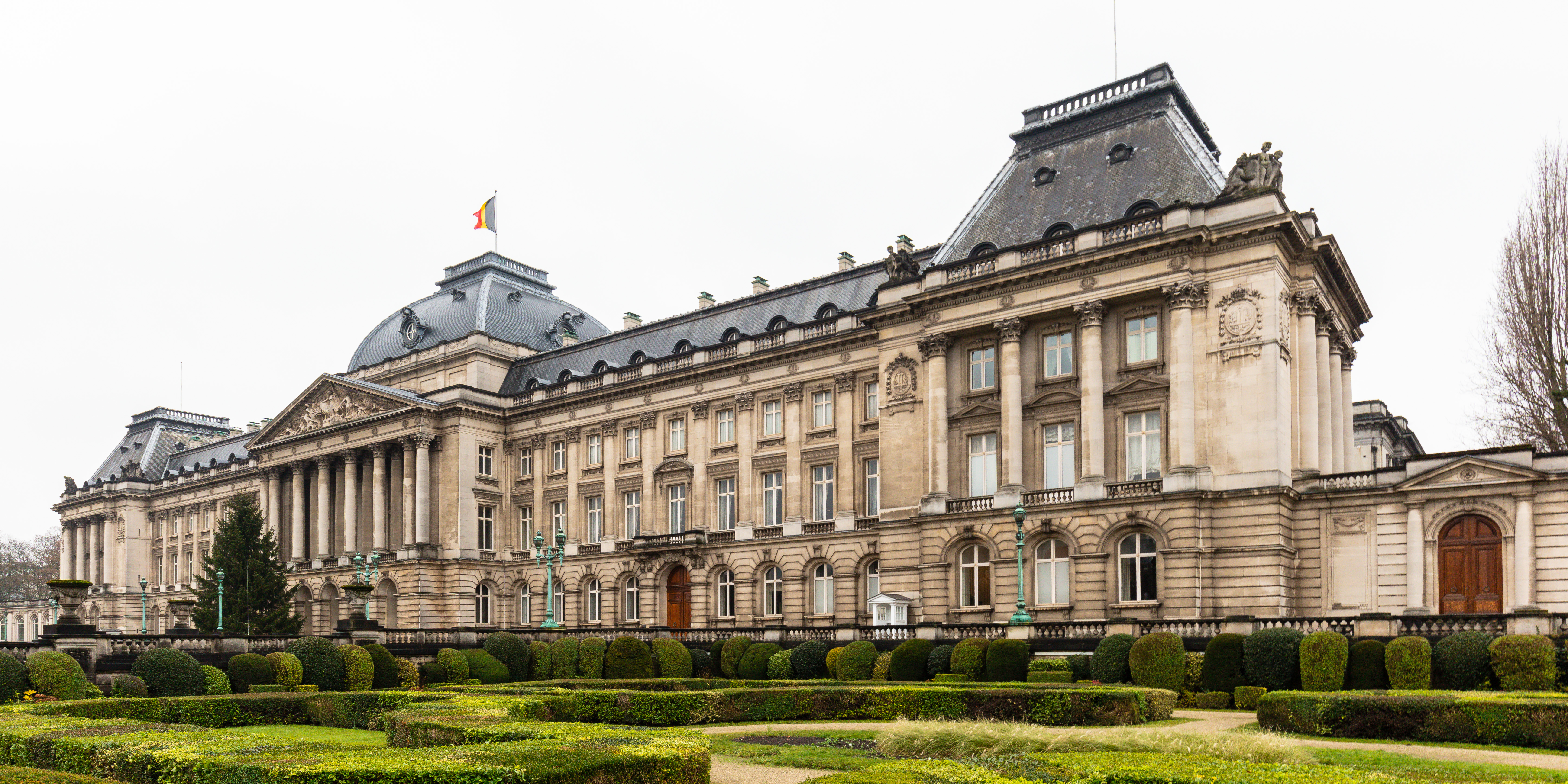
Vista diurna.
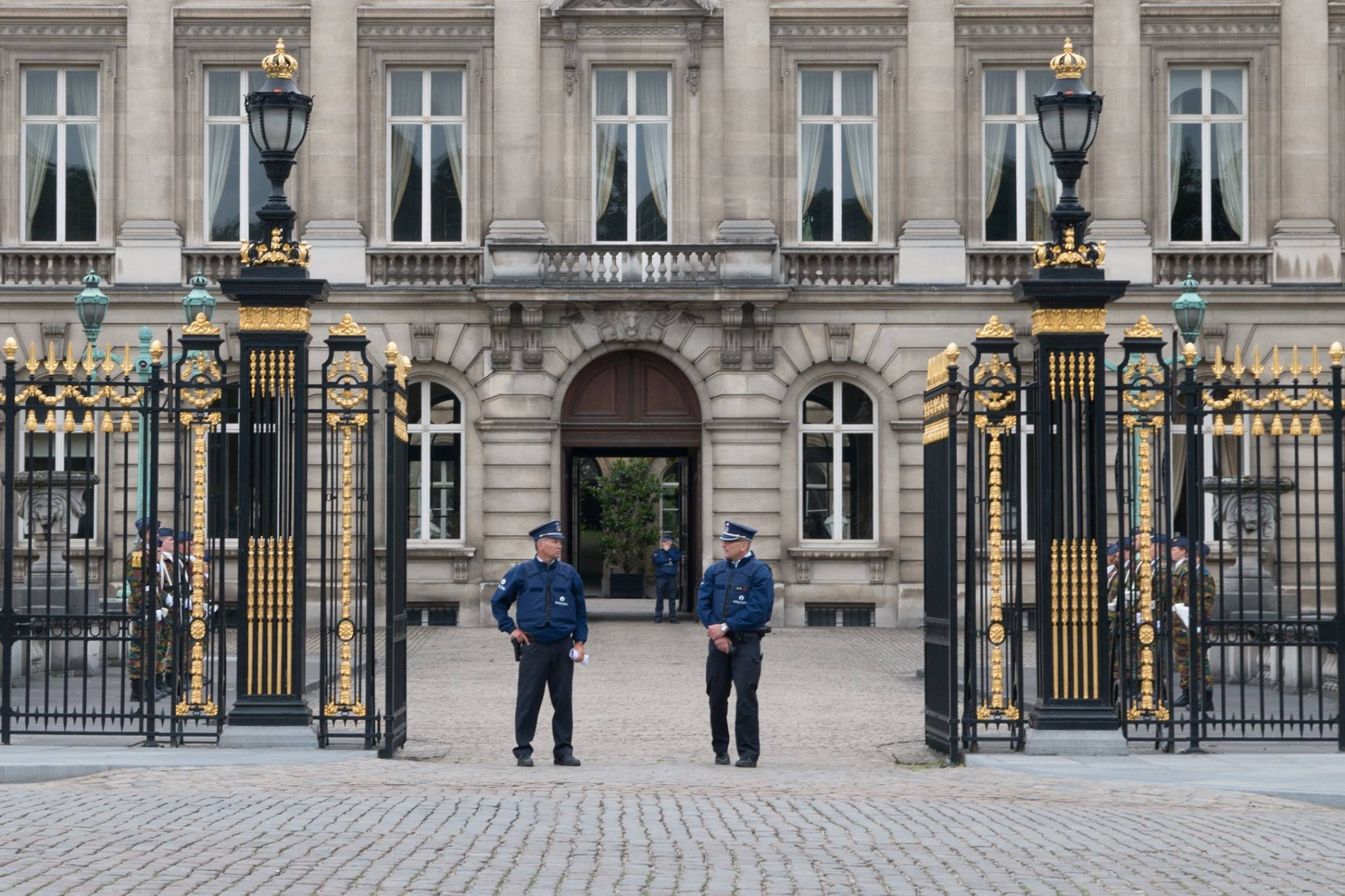
Entrada.
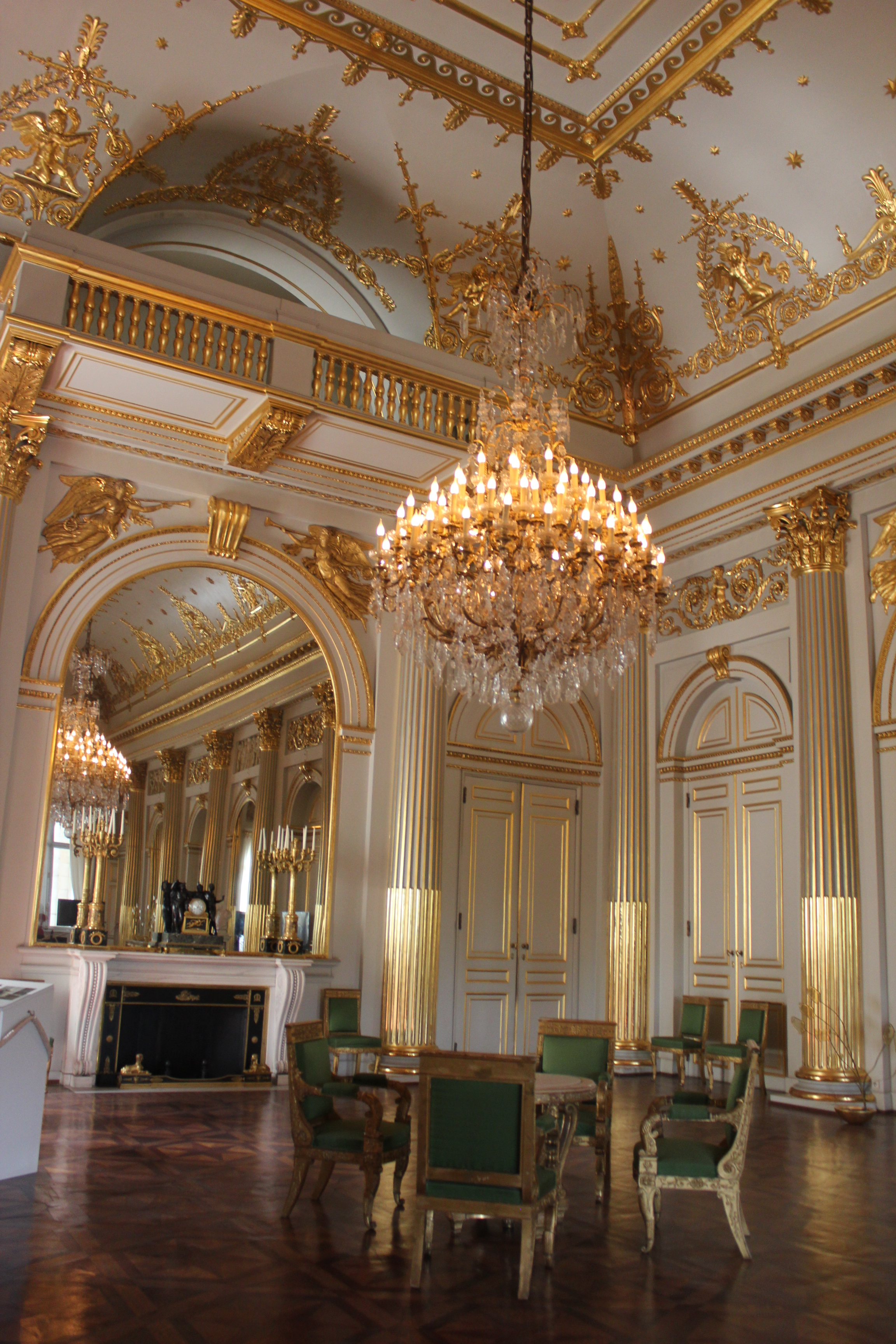
Habitación del palacio.
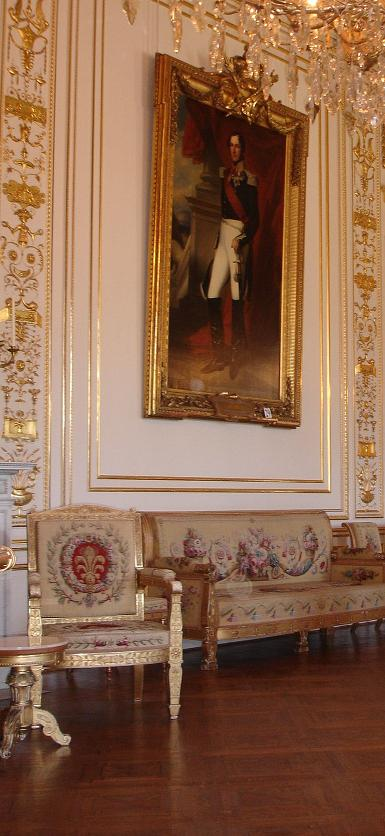
Gran Salón Blanco.
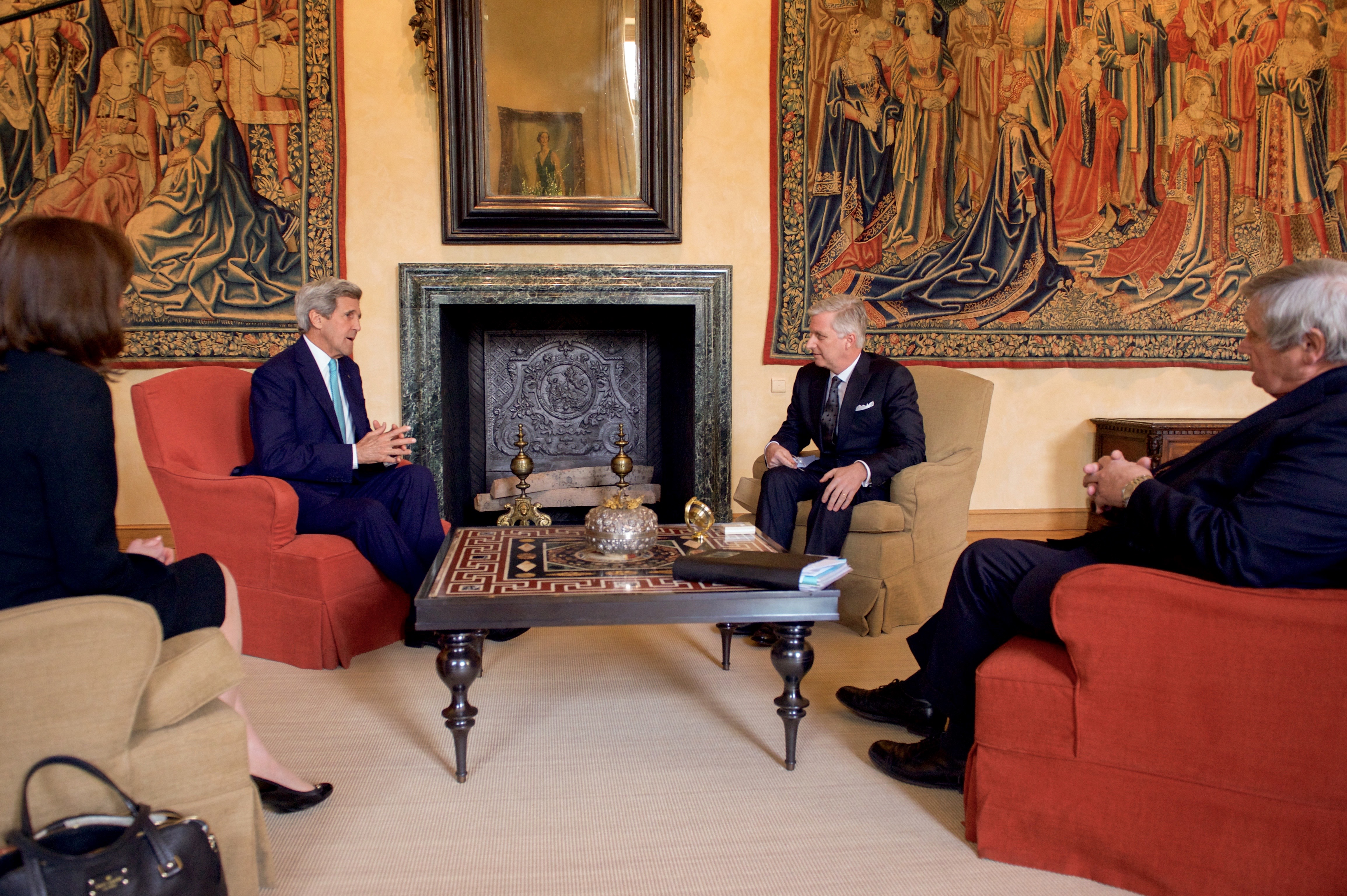
John Kerry y el rey Felipe en la sala del Rey del palacio.
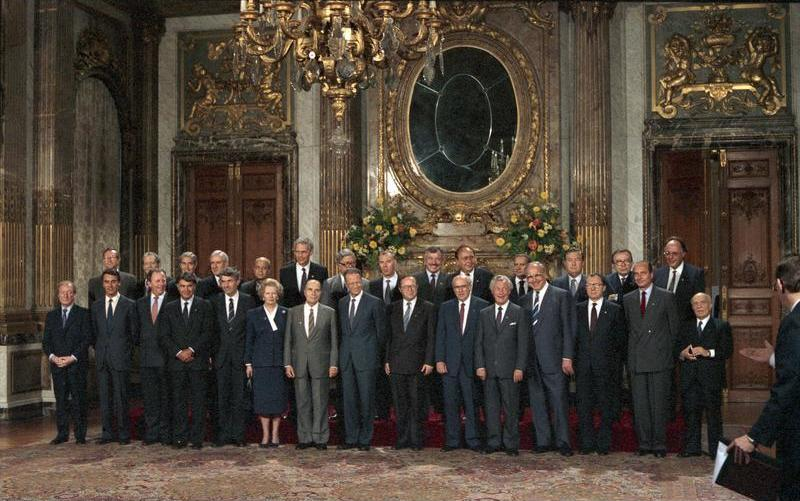
Foto de presidentes de gobierno en la sala de los espejos (1987).